# Принцип транслинейности
Принцип транслинейности (англ. translinear principle, от англ. transconductance — крутизна передаточной характеристики) в анализе и проектировании аналоговых интегральных схем — правило (уравнение), определяющее соотношения токов, протекающих через активные элементы схемы (эмиттерные переходы биполярных транзисторов или каналы МДП-транзисторов). Сформулирован Барри Гилбертом в 1975 году. Принцип транслинейности — прямое следствие из второго закона Кирхгофа и экспоненциального характера зависимости тока через p-n-переход от приложенного к нему напряжения. Он позволяет заменить сложный анализ экспоненциальных и логарифмических зависимостей токов и напряжений на простой анализ произведений токов — при условии, что схема может быть упрощена до одного или нескольких замкнутых контуров, а входные и выходные сигналы выражены токами, а не напряжениями. При этом особенности технологического процесса, коэффициент усиления транзистора и влияние температуры выводятся за скобки. Исторически принцип транслинейности применялся к схемам на биполярных транзисторах, но в 1980-х годах он был распространён на аналоговые схемы, построенные на МДП-транзисторах в субпороговом режиме. Поэтому в современных формулировках принципа конкретное указание на pn-переходы заменено обобщёнными «идеальными транслинейными элементами», под которыми понимаются либо эмиттерные переходы биполярных транзисторов, либо каналы МДП-транзисторов. Наиболее строгая формулировка утверждает, что

Во всякой замкнутой цепи, составленной из любого числа пар идеальных транслинейных элементов, произведение плотностей токов через переходы, ориентированные по направлению обхода контура, строго равно произведению плотностей токов через переходы, ориентированные во встречном направлении.

Если все транзисторы замкнутого контура идентичны, то плотности токов можно заменить на непосредственно токи:

Во всякой замкнутой цепи, составленной из любого числа пар идентичных, идеальных транслинейных элементов, произведение токов через переходы, ориентированные по направлению обхода контура, строго равно произведению токов через переходы, ориентированные во встречном направлении.

## Понятие транслинейности

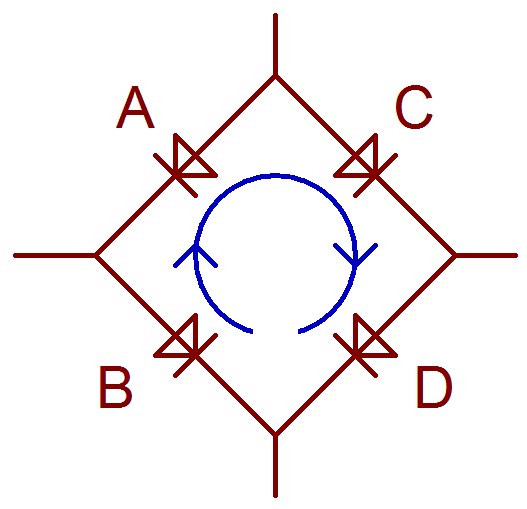
Если через все диоды моста протекают прямые токи, то мост образует транслинейный контур. При обходе контура по часовой стрелке два диода (C, D) оказываются ориентированы по направлению обхода, два (А, В) — во встречном направлении.

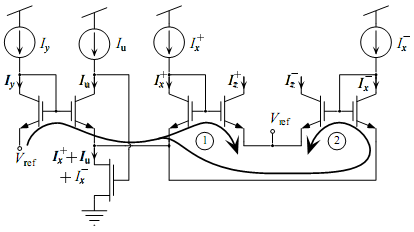
В реальных схемах транслинейные контуры могут накладываться друг на друга.

Коллекторный ток идеального биполярного транзистора Ic экспоненциально зависит от напряжения на эмиттерном p-n-переходе Ube по формуле Шокли:
{\displaystyle I_{c}=\lambda I_{s}e^{\frac {U_{be}}{Ut}}},
где Is — ток насыщения стандартного транзистора для выбранного технологического процесса, λ — масштабный коэффициент данного транзистора, тепловое напряжения Ut = kT/q (q — заряд электрона). Крутизна передаточной характеристики gm, определяемая как первая производная Ic по Ube, оказывается прямо пропорциональна току:
{\displaystyle g_{m}={\frac {\partial I_{c}}{\partial U_{be}}}={\frac {I_{c}}{U_{t}}}}
Это фундаментальное свойство линейной зависимости крутизны (англ. transconductance) от тока Гилберт назвал транслинейностью (англ. translinearity). Впоследствии оно было распространено на аналоговые схемы на МДП-транзисторах в субпороговых режимах. Предельный ток канала такого МДП-транзистора оказывается пропорционален экспоненте напряжения, а крутизна характеристики — пропорциональна току канала. С точки зрения теории транслинейных схем, разница между биполярными и МДП-транзисторами только в том, что {\displaystyle U_{t}} не зависит от технологии производства, а аналогичный коэффициент МДП-транзистора, напротив, сильно зависит от выбранной технологии.
В транслинейных схемах прямо смещённые эмиттерные pn-переходы биполярных транзисторов образуют замкнутые контуры. При обходе такого замкнутого контура половина эмиттерных переходов окажется «попутными» (ток эмиттера совпадает с направлением обхода контура), а половина — «встречными». Количество pn-переходов в контуре должно быть чётным, а количество попутных и количество встречных переходов должны совпадать: в противном случае невозможно обеспечить протекание тока через все pn-переходы контура. Исторически, первой схемой такого рода была ячейка Гилберта — элементарный широкополосный аналоговый умножитель с токовыми входами и токовыми выходами. Простейший пример такой «чётной» схемы — диодный мост, включенный таким образом, что через каждый диод протекает прямой ток. При любом выборе направления обхода моста (по часовой стрелке или против неё) два диода оказываются ориентированы по направлению обхода, два других диода — во встречном направлении.
Визуально похожая схема кольцевого модулятора не является транслинейной, так как в ней протекание прямого тока через все четыре диода невозможно. В кольцевом модуляторе все диоды ориентированы «попутно» (или «все встречно», в зависимости от точки зрения).

## Вывод формулы
Согласно второму закону Кирхгофа, алгебраическая сумма падений напряжения на pn-переходах при обходе замкнутого контура длиной 2N элементов равна нулю. Как следствие, сумма напряжений на N попутных pn-переходах, обозначаемых значком {\displaystyle \circlearrowright }, равна сумме напряжений на N встречных pn-переходах, обозначаемых значком {\displaystyle \circlearrowleft }:
{\displaystyle \sum _{k=1}^{N}{U_{\circlearrowright k}}=\sum _{k=1}^{N}{U_{\circlearrowleft k}}}
Если через все pn-переходы контура протекают прямые токи, то напряжения на них можно выразить через токи по формуле Шокли:
{\displaystyle \sum _{k=1}^{N}{U_{t}\ln {\frac {I_{\circlearrowright k}}{\lambda _{\circlearrowright k}I_{s}}}}=\sum _{k=1}^{N}{U_{t}\ln {\frac {I_{\circlearrowleft k}}{\lambda _{\circlearrowleft k}I_{s}}}}}
Ut и Is всех эмиттерных переходов, сформированных на кристалле ИС, можно полагать равными и потому исключить из рассмотрения:
{\displaystyle \sum _{k=1}^{N}{\ln {\frac {I_{\circlearrowright k}}{\lambda _{\circlearrowright k}}}}=\sum _{k=1}^{N}{\ln {\frac {I_{\circlearrowleft k}}{\lambda _{\circlearrowleft k}}}}}
Так как сумма логарифмов равна логарифму произведения, то последнее равенство эквивалентно равенству, названному принципом транслинейности:
{\displaystyle \prod _{k=1}^{N}{\frac {I_{\circlearrowright k}}{\lambda _{\circlearrowright k}}}=\prod _{k=1}^{N}{\frac {I_{\circlearrowleft k}}{\lambda _{\circlearrowleft k}}}}

произведение плотностей токов через pn-переходы, ориентированные по направлению обхода контура, строго равно произведению плотностей токов через переходы, ориентированные во встречном направлении

В первоначально опубликованной формулировке 1975 года Гилберт вынес за скобки плотности токов, заменив строгое равенство на пропорциональность:
{\displaystyle \prod _{k=1}^{N}{I_{\circlearrowright k}}=X\prod _{k=1}^{N}{I_{\circlearrowleft k}}}, где постоянная X зависит только от геометрических размеров элементов:

Во всякой замкнутой цепи, составленной из любого числа пар прямосмещённых pn-переходов, произведение токов через переходы, ориентированные по направлению обхода кольца, пропорционально произведению токов через переходы, ориентированные во встречном направлении. Коэффициент пропорциональности зависит исключительно от геометрических размеров элементов, и практически не зависит от изменений температуры и погрешностей производственного процесса.
Оригинальный текст (англ.)For any closed loop comprising any number of pairs of clockwise and counterclockwise forward-biased junctions, the product of currents for the elements in one direction is proportional to the corresponding product in the opposite direction. The factor of proportionality depends solely on the device geometry and is essentially insensitive to process and temperature variations.

Вывод аналогичной зависимости для n-МДП и КМОП схем приводится Serra-Graells et al, с. 80-86.

## Пример анализа схемы

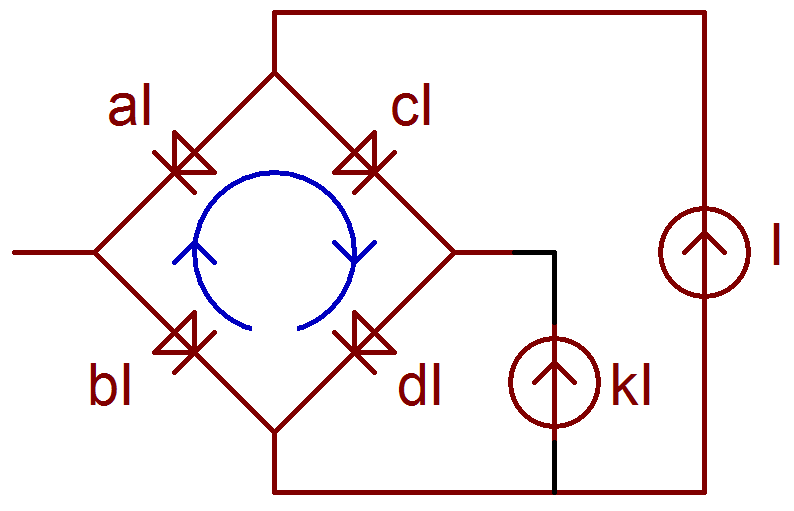
Анализируемая схема

Принцип транслинейности позволяет рассчитывать внутренние токи схемы, не обращаясь к анализу нелинейных зависимостей токов и напряжений — при условии протекания прямых токов через все элементы замкнутого контура.
Задача: В верхнюю вершину диодного моста втекает ток I. В правую вершину моста втекает ток kI (k может быть и отрицательной величиной — в этом случае ток вытекает). Все диоды идентичны, температуры всех pn-переходов равны. Необходимо:
- определить корректный диапазон значений k;
- установить зависимость тока через левое плечо моста от k.

Решение: обозначим токи через A, B, C и D как aI, bI, cI и dI соответственно. Из схемы очевидно, что
{\displaystyle \mathrm {{\Bigg \{}{\begin{matrix}{\mbox{ b=a }}\\{\mbox{ c=1-a }}\\{\mbox{ d=c+k=1+k-a }}\end{matrix}}} }
Принцип транслинейности устанавливает четвёртое условие:
{\displaystyle ab=cd}
Выражая b, c, d через a, сводим решение к простому уравнению одной переменной:
{\displaystyle a^{2}=(1-a)(1+k-a)}
Решая уравнение относительно a, получаем искомое: {\displaystyle I_{A}=I\left({{k+1} \over {k+2}}\right)}, верное при k > −1.
При k = −1 весь ток I протекает через диод C, ток через D равен нулю, схема перестаёт быть транслинейной. Значения k < −1 не допустимы: ток, вытекающий из правого плеча схемы, не может превышать тока, втекающего в верхнее плечо. В противном случае следовало бы допустить, что разница токов формируется обратными токами диодов A, B и D. Пробой обратно-смещённого диода, безусловно, возможен (например, если в роли источника тока выступает достаточно большая индуктивность), но лежит далеко за пределами нормальной работы диодного моста.
Гилберт отмечал, что «настоящие» дискретные диоды мало пригодны для подобного упрощённого анализа из-за существенного омического сопротивления. Но он полностью подходит для транзисторов в диодном включении — в них основной ток протекает через коллектор, минуя высокоомный переход база-эмиттер.